# Emiliano Morrone
Emiliano Morrone (Cosenza, 17 gennaio 1976) è un giornalista e saggista italiano.
Morrone ha indagato sui rapporti tra 'ndrangheta e potere politico e sull'organizzazione dei servizi sanitari della Calabria, dal 2010 commissariata dal governo per il rientro dal disavanzo sanitario regionale. Insieme a Saverio Alessio, ha scritto il libro La società sparente (2007), con prefazione del filosofo Gianni Vattimo. Il volume riconduce l'emigrazione dalla Calabria all'oppressione mafiosa. Ha scritto per la rivista Sette, del Corriere della Sera, per il quotidiano Il manifesto e per il settimanale Left. Ha approfondito il tema della situazione economica e culturale della Calabria determinata dalla criminalità. Si è occupato anche di connessioni fra 'ndrangheta e ordini cavallereschi di matrice religiosa. Per la sua attività è stato oggetto di intimidazioni.
Ha organizzato il Festival internazionale della Filosofia in Sila e poi collaborato con la rivista internazionale di studi filosofici Topologik, con pubblicazioni sull'attualità dell'abate Gioacchino da Fiore  e dello scrittore Jorge Luis Borges.
Inoltre si è impegnato nell'antimafia civile, contestando l'isolamento della Calabria prodotto dall'insistenza della cultura mafiosa.
Nel 2010 ha ricevuto a Certaldo il Premio nazionale di filosofia, per aver diffuso un pensiero antimafioso.
Ha un suo blog su Il Fatto Quotidiano e collabora con le testate Corriere della Calabria, Il Sussidiario e BeeMagazine, occupandosi di sanità e attualità politica.

## Opere
- Non mi sono mai sentita un'insegnante, San Giovanni in Fiore, Pubblisfera Edizioni, 1994.
- La società sparente, Pesaro, Neftasia Edizioni, 2007. ISBN 978-88-6038-011-1